# Wolf Like Me
Wolf Like Me är en amerikansk komedi- och dramaserie vars första säsong hade premiär den 1 april 2022. Första säsongen bestod av 6 avsnitt. Den andra säsongen har premiär den 11 januari 2024 och består av sex avsnitt. Serien är skapad av Abe Forsythe som även svarat för såväl seriens manus som dess regi.

## Handling
Serien kretsar kring Gary och hans dotter Emma som både sörjer förlusten av Emmas mamma. Samtidigt kämpar de för att få bättre kontakt med varandra. Gary börjar dejta en kvinna Mary och av en slump får Gary reda på Marys mörka hemlighet.

## Rollista i urval
- Isla Fisher - Mary
- Josh Gad - Gary
- Ariel Donoghue - Emma
- Emma Lung - Sarah
- Anthony Taufa - Ray
- Alan Dukes - Trevor
- Jake Ryan
- Robyn Nevin
- Nash Edgerton
- Emily Barclay